# Günter Bartusch
Günter Bartusch (Freinberg, 18 april 1943 – Hohenstein-Ernstthal, 8 juli 1971) was een Oost-Duits motorcoureur.

## Carrière
1968
Günter Bartusch debuteerde in het seizoen 1968 tijdens de Grand Prix van de DDR in het wereldkampioenschap wegrace. Hij reed een fabrieks- MZ RE 125 en werd derde achter Phil Read en Bill Ivy (beiden Yamaha RA 31 A). Een week later, bij de Grand Prix van Tsjecho-Slowakije, werd hij opnieuw derde, nadat zijn vriend en teamgenoot Heinz Rosner was uitgevallen. Dit waren zijn enige twee WK-races in 1968, en hij eindigde als negende in de eindstand van de 125 cc klasse. Hij werd ook 125 cc kampioen van de DDR. 
| Günter Bartusch kreeg zijn eerste MZ-racers op voorspraak van zijn vriend Heinz Rosner. De Koude Oorlog woedde nog volop en de relaties tussen de Duitse Democratische Republiek en de Bondsrepubliek waren zeer slecht. Na de vlucht van Ernst Degner in 1961 was men in de DDR zeer spaarzaam met het verstrekken van paspoorten voor coureurs, zelfs het paspoort van Rosner werd nadat hij zijn carrière had beëindigd meteen ingetrokken. Bartusch reed in zijn eerste jaar dan ook alleen achter het IJzeren Gordijn. Bovendien stonden de ontwikkelingen bij MZ vrijwel stil, en het raceteam moest zelfs bezuinigen. De materialen die in de DDR beschikbaar waren, waren van inferieure kwaliteit, waardoor de betrouwbaarheid van de motoren laag was. |

1969
In 1969 mocht Günter Bartusch in vier GP's starten. Toen hij op de Sachsenring aan de start van de 125 cc klasse stond, was de wereldtitelstrijd feitelijk al beslist. Hij lag lang op de derde plaats, maar viel uit door technische problemen. In de Grand Prix van Finland werd hij in de 250 cc klasse tweede achter Kent Andersson (Yamaha TD 2) en in de 125 cc klasse werd hij eveneens tweede, achter Dave Simmonds (Kawasaki). Hij werd in het 250 cc kampioenschap van de DDR tweede achter Heinz Rosner.
1970
Na het seizoen 1969 sloot Heinz Rosner zijn carrière af. Günter Bartusch kon nu in drie klassen starten, want de 350 cc klasse was slecht bezet met echte 350 cc machines, waardoor ook opgeboorde 250 cc motoren er goed konden presteren. Daarom werden er MZ RE 250's opgeboord tot ca. 300 cc. In die klasse werd hij achter Giacomo Agostini (MV Agusta 350 3C) tweede in de Ulster Grand Prix en hij werd achtste in het wereldkampioenschap. In de 250 cc klasse waren de Yamaha TD 2 productieracers ijzersterk, maar in de Lightweight 250 cc TT op het eiland Man kreeg Bartusch de derde plaats in handen doordat enkele favorieten vielen of uitvielen. Santiago Herrero verongelukte dodelijk tijdens deze race. In de DDR viel Bartusch uit tijdens het gevecht om de tweede plaats met Silvio Grassetti en Dieter Braun. Ook in Finland viel hij uit tijdens de strijd om de tweede plaats. In Ulster werd hij bijna derde, maar toen begaf zijn ontsteking het. Hij werd slechts vijftiende in de eindstand van de 250 cc klasse. In de 125 cc klasse had hij de beschikking over de nieuwe ontwikkelde MZ RZ 125 tandemtwin, maar aan het begin van het seizoen moest hij nog met de eencilinder RE 125 starten. In de Grand Prix van Frankrijk werd hij derde met de eencilinder. Pas tijdens de Lightweight 125 cc TT was de RZ 125 klaar en Günter Bartusch werd er derde mee. Hij eindigde als negende in het wereldkampioenschap. Het tandemtwinproject werd hierna door MZ weer afgeblazen. 
1971
In 1971 was er van het MZ-fabrieksteam niet veel over. Günter Bartusch was nog fabrieksrijder, en ook Silvio Grassetti kreeg steun van MZ. Men concentreerde zich op de 250 cc-klasse, maar daar waren de nieuwe Yamaha TD 2 B's nog steeds moeilijk te verslaan en bovendien had ook Aermacchi een tweecilinder tweetaktmotor ontwikkeld. Toch gingen de 250 cc MZ's in de GP van Oostenrijk best snel: Grassetti ging vanaf de tweede ronde aan de leiding en won de race, maar Bartusch kon de tweede plaats pakken door tot vijf keer toe het ronderecord te verbeteren. Daarna raakte Bartusch een aantal malen licht geblesseerd: in Duitsland en tijdens de TT van Assen. In de 350 cc klasse moest het team, nog steeds met opgeboorde 250 cc-modellen, opboksen tegen de MV Agusta 3C en de Yamaha TR 2 B, en dat was een bijna onmogelijke taak. 

## Overlijden
Nog voor zijn thuiswedstrijd op de Sachsenring in Hohenstein-Ernstthal viel Günter Bartusch tijdens de trainingen voor de 350 cc klasse. De oorzaak van het ongeluk is nog steeds twijfelachtig. Een aantal bladen berichtten dat zijn MZ een vastloper had gekregen, maar MZ bestreed dat. Volgens de fabriek was een rijdersfout de oorzaak van het ongeluk. Günter Bartusch overleed aan zijn verwondingen. Voor aanvang van de race werd een minuut stilte in acht genomen, en op de vierde startplaats, waar Bartusch had moeten staan, werden bloemen gelegd door Egbert von Frankenberg und Proschlitz, de voorzitter van de Allgemeiner Deutscher Motorsport Verband. 